# Benjamin Franklin Keith
Pour les articles homonymes, voir Keith.
Benjamin Franklin Keith, né le 26 janvier 1846 à Hillsborough, dans le New Hampshire (États-Unis), et mort le 26 mars 1914 au Breakers Hotel à Palm Beach, en Floride (États-Unis), est un propriétaire américain de théâtre de vaudeville américain, très influent dans l'évolution du théâtre de variétés en vaudeville.